# Achrysocharoides chrysasteris
Achrysocharoides chrysasteris är en stekelart som beskrevs av Kamijo 1990. Achrysocharoides chrysasteris ingår i släktet Achrysocharoides och familjen finglanssteklar. Inga underarter finns listade i Catalogue of Life.